# Sent Fiel
Sent Fiel (en francès Saint-Fiel) és una localitat i comuna de França, a la regió de la Nova Aquitània, departament de la Cruesa. La seva població al cens de 1999 era de 769 habitants. Està integrada a la Communauté de communes de Guéret-Saint-Vaury.

## Demografia
| 1968 | 1975 | 1982 | 1990 | 1999 |
| ---- | ---- | ---- | ---- | ---- |
| 403  | 492  | 548  | 709  | 769  |

## Administració
| Període   | Identitat          | Partit |
| --------- | ------------------ | ------ |
| 1983-1995 | Henri Bareige      | PS     |
| 1995-     | Bernard de Froment | UMP    |